# Elecciones parlamentarias de Perú de 1963
Las elecciones parlamentarias de Perú de 1963 se llevaron a cabo el 9 de junio de 1963 para elegir a los representantes ante el Congreso de la República, compuesto por 140 escaños en la Cámara de Diputados y 45 escaños en el Senado, representativos de 24 distritos electorales, en conjunto con la elección del presidente y vicepresidentes de la República para el periodo 1963-1969.
Los comicios se celebraron a consecuencia del golpe de Estado militar de 1962, motivado por los polémicos comicios generales de junio de ese año. La Junta Militar de Gobierno, encabezada por Ricardo Pérez Godoy, convocó las elecciones el 5 de diciembre mediante el Decreto Ley Nº 14250. Este decreto no solo convocó a elecciones, sino que también reformó significativamente la legislación electoral, introduciendo el «método de la cifra repartidora» (también conocido como el sistema d'Hondt), que desde entonces ha sido el sistema de reparto de escaños vigente en el Perú.
Los partidos Acción Popular y Democracia Cristiana formaron una alianza electoral estratégica para enfrentar al Partido Aprista Peruano y a la Unión Nacional Odriísta. Esta coalición, conocida como la Alianza Acción Popular-Democracia Cristiana, logró una victoria significativa en las elecciones. En la contienda presidencial, Fernando Belaúnde Terry, líder de Acción Popular, fue elegido presidente. Además, la alianza se consolidó como la fuerza política más votada en el ámbito legislativo, obteniendo la primera minoría en el Senado y la segunda minoría en la Cámara de Diputados. A pesar de este notable desempeño, la Alianza no logró asegurar un control total del legislativo, lo que resultó en un equilibrio de poder en el Congreso.
Antes de la instalación del parlamento, el Partido Aprista Peruano y la Unión Nacional Odriísta suscribieron un acuerdo para alternarse en las presidencias de las cámaras, dejando en minoría a la Alianza. Este pacto alineó al aprismo con la oligarquía y posicionó a ambos partidos en firme oposición al Ejecutivo. La coalición opositora se convirtió en un fuerte contrapeso al gobierno de Belaúnde, generando constantes enfrentamientos entre el Ejecutivo y el Legislativo. La escalada de tensión política impidió una gobernabilidad efectiva, erosionando significativamente al régimen de Belaúnde y creando un ambiente de inestabilidad y descontento. Finalmente, esta crisis política desembocó en un golpe de Estado en 1968, encabezado por el general Juan Velasco Alvarado, quien estableció un gobierno militar. Las siguientes elecciones parlamentarias libres se llevaron a cabo en 1980, casi veinte años después, con el retorno a la democracia.

## Sistema electoral
El Congreso de la República Peruana establecido por la Constitución de 1933 estaba concebido como un sistema bicameral perfecto: la Cámara de Diputados y el Senado tenían igual poder legislativo y podían censurar a los ministros por separado o al Consejo de Ministros en pleno.
Para la Cámara de Diputados se eligieron 140 escaños por el método D'Hondt y representación proporcional de lista cerrada. Se asignaron circunscripciones correspondientes a los departamentos del Perú y la Provincia Constitucional del Callao, con cada una de ellas con derecho a elegir al menos dos diputados. 
| Circunscripciones                       | Diputados |
| --------------------------------------- | --------- |
| Lima                                    | 24        |
| Cajamarca y Piura                       | 9         |
| Cusco y Puno                            | 8         |
| Áncash, Junín y La Libertad             | 7         |
| Arequipa y Ayacucho                     | 6         |
| Apurímac, Huánuco, Lambayeque y Loreto  | 5         |
| Callao, Huancavelica e Ica              | 4         |
| Amazonas, Pasco y San Martín            | 3         |
| Madre de Dios, Moquegua, Tacna y Tumbes | 2         |

Para el Senado se eligieron 45 escaños por el método D'Hondt y representación proporcional de lista cerrada. Se asignaron circunscripciones correspondientes a los departamentos del Perú y la Provincia Constitucional del Callao, con cada una de ellas con derecho a elegir al menos un senador.
| Circunscripciones | Senadores |
| --- | --------- |
| Lima | 9         |
| Cajamarca, Cusco, Piura y Puno | 3         |
| Áncash, Arequipa, Ayacucho, Junín y La Libertad                                                                                        | 2         |
| Amazonas, Apurímac, Callao, Huancavelica, Huánuco, Ica, Lambayeque, Loreto, Madre de Dios, Moquegua, Pasco, San Martín, Tacna y Tumbes | 1         |

## Partidos y candidatos
A continuación se muestra una lista de los principales partidos y alianzas electorales que participaron en las elecciones:
| Candidatura | Candidatura | Partidos y alianzas                                                                                                  | Líderes | Líderes                      | Ideología                                   | Ref. |
| ----------- | ----------- | --- | ------- | ---------------------------- | ------------------------------------------- | ---- |
|             | AP–DC       | Lista - Alianza Acción Popular–Democracia Cristiana (AP–DC) – Acción Popular (AP) – Partido Demócrata Cristiano (DC) |         | Fernando Belaúnde Terry      | Liberalismo Humanismo Democracia cristiana  |      |
|             | APRA        | Lista - Partido Aprista Peruano (APRA)                                                                               |         | Víctor Raúl Haya de la Torre | Aprismo                                     |      |
|             | UNO         | Lista - Unión Nacional Odriísta (UNO)                                                                                |         | Manuel Odría Amoretti        | Conservadurismo social Populismo de derecha |      |

## Resultados

### Cámara de Diputados
|                        |                                                     |              |              |              |         |         |
| Partidos y coaliciones | Partidos y coaliciones                              | Voto popular | Voto popular | Voto popular | Escaños | Escaños |
| Partidos y coaliciones | Partidos y coaliciones                              | Votos        | %            | ±pp          | Total   | +/−     |
|                        | Acción Popular - Democracia Cristiana (AP–DC)       | 646,513      | 35.06        | n/a          | 50      | n/a     |
|                        | Partido Aprista Peruano (APRA)                      | 639,721      | 34.69        | n/a          | 57      | n/a     |
|                        | Unión Nacional Odriísta (UNO)                       | 442,128      | 23.98        | n/a          | 26      | n/a     |
|                        | Lista Independiente Unión del Pueblo Peruano        | 24,520       | 1.33         | n/a          | 0       | n/a     |
|                        | Lista Independiente de Avanzada Peruano             | 12,368       | 0.67         | n/a          | 0       | n/a     |
|                        | Lista Independiente Campesina                       | 11,776       | 0.64         | n/a          | 2       | n/a     |
|                        | Lista Independiente Luciano Castillo                | 9,634        | 0.52         | n/a          | 1       | n/a     |
|                        | Lista Independiente Acción Departamental Regional   | 9,136        | 0.50         | n/a          | 0       | n/a     |
|                        | Lista Independiente Unión Revolucionaria            | 9,058        | 0.49         | n/a          | 1       | n/a     |
|                        | Lista Independiente Frente Patriótico               | 5,501        | 0.30         | n/a          | 1       | n/a     |
|                        | Lista Independiente Obrero–Campesina                | 5,022        | 0.27         | n/a          | 1       | n/a     |
|                        | Lista Independiente Democrática                     | 3,978        | 0.22         | n/a          | 0       | n/a     |
|                        | Lista Independiente Frente Moqueguano de Renovación | 3,887        | 0.21         | n/a          | 0       | n/a     |
|                        | Lista Independiente Unidad Piurana                  | 3,445        | 0.19         | n/a          | 0       | n/a     |
|                        | Lista Independiente Frente Regional Huanuqueño      | 3,072        | 0.17         | n/a          | 0       | n/a     |
|                        | Lista Independiente Coalición Popular Ancashina     | 2,805        | 0.15         | n/a          | 0       | n/a     |
|                        | Lista Independiente Unión Moqueguana                | 2,509        | 0.14         | n/a          | 1       | n/a     |
|                        | Lista Independiente Frente Cívico Independiente     | 2,328        | 0.13         | n/a          | 0       | n/a     |
|                        | Lista Independiente La Libertad                     | 2,263        | 0.12         | n/a          | 0       | n/a     |
|                        | Lista Independiente Popular Socialista              | 1,951        | 0.11         | n/a          | 0       | n/a     |
|                        | Lista Independiente Movimiento Democrático Chalaco  | 1,202        | 0.07         | n/a          | 0       | n/a     |
|                        | Lista Independiente Augusto C. Peñaloza Vega        | 686          | 0.04         | n/a          | 0       | n/a     |
|                        | Lista Independiente Cabellista                      | 554          | 0.03         | n/a          | 0       | n/a     |
|                        |                                                     |              |              |              |         |         |
| Total                  | Total                                               | 1,844,057    |              |              | 140     | n/a     |
|                        |                                                     |              |              |              |         |         |
| Votos válidos          | Votos válidos                                       | 1,844,057    | 94.33        | n/a          |         |         |
| Votos en blanco        | Votos en blanco                                     | 69,211       | 3.54         | n/a          |         |         |
| Votos nulos            | Votos nulos                                         | 41,636       | 2.13         | n/a          |         |         |
| Votos emitidos         | Votos emitidos                                      | 1,954,904    | 94.41        | n/a          |         |         |
| Abstenciones           | Abstenciones                                        | 115,814      | 5.59         | n/a          |         |         |
| Votantes registrados   | Votantes registrados                                | 2,070,718    |              |              |         |         |
|                        |                                                     |              |              |              |         |         |
| Fuente:                |                                                     |              |              |              |         |         |

| \| Voto popular \| Voto popular \| Voto popular \| Voto popular \| Voto popular \| \| -------------- \| -------------- \| ------------ \| ------------ \| ------------ \| \| \| \| \| \| \| \| AP–DC \| AP–DC \| \| 35.06 % \| 35.06 % \| \| APRA \| APRA \| \| 34.69 % \| 34.69 % \| \| UNO \| UNO \| \| 23.98 % \| 23.98 % \| \| Independientes \| Independientes \| \| 6.27 % \| 6.27 % \| |                |  |         |         |
| Voto popular |                |  |         |         |
| |                |  |         |         |
| AP–DC | AP–DC          |  | 35.06 % | 35.06 % |
| APRA | APRA           |  | 34.69 % | 34.69 % |
| UNO | UNO            |  | 23.98 % | 23.98 % |
| Independientes | Independientes |  | 6.27 %  | 6.27 %  |

| \| Escaños \| Escaños \| Escaños \| Escaños \| Escaños \| \| -------------- \| -------------- \| ------- \| ------- \| ------- \| \| \| \| \| \| \| \| APRA \| APRA \| \| 40.71 % \| 40.71 % \| \| AP–DC \| AP–DC \| \| 35.71 % \| 35.71 % \| \| UNO \| UNO \| \| 18.57 % \| 18.57 % \| \| Independientes \| Independientes \| \| 5.01 % \| 5.01 % \| |                |  |         |         |
| Escaños |                |  |         |         |
| |                |  |         |         |
| APRA | APRA           |  | 40.71 % | 40.71 % |
| AP–DC | AP–DC          |  | 35.71 % | 35.71 % |
| UNO | UNO            |  | 18.57 % | 18.57 % |
| Independientes | Independientes |  | 5.01 %  | 5.01 %  |

### Senado
|                        |                                                     |              |              |              |         |         |
| Partidos y coaliciones | Partidos y coaliciones                              | Voto popular | Voto popular | Voto popular | Escaños | Escaños |
| Partidos y coaliciones | Partidos y coaliciones                              | Votos        | %            | ±pp          | Total   | +/−     |
|                        | Acción Popular - Democracia Cristiana (AP–DC)       | 660,495      | 35.67        | n/a          | 20      | n/a     |
|                        | Partido Aprista Peruano (APRA)                      | 641,817      | 34.66        | n/a          | 18      | n/a     |
|                        | Unión Nacional Odriísta (UNO)                       | 444,888      | 24.02        | n/a          | 7       | n/a     |
|                        | Lista Independiente Unión del Pueblo Peruano        | 28,826       | 1.56         | n/a          | 0       | n/a     |
|                        | Lista Independiente Acción Departamental Regional   | 13,147       | 0.71         | n/a          | 0       | n/a     |
|                        | Lista Independiente Unión Revolucionaria            | 10,913       | 0.59         | n/a          | 0       | n/a     |
|                        | Lista Independiente Polidoro García                 | 8,652        | 0.47         | n/a          | 0       | n/a     |
|                        | Lista Independiente Frente Patriótico               | 7,370        | 0.40         | n/a          | 0       | n/a     |
|                        | Lista Independiente 63 N° 1                         | 5,576        | 0.30         | n/a          | 0       | n/a     |
|                        | Lista Independiente Democrática                     | 5,265        | 0.28         | n/a          | 0       | n/a     |
|                        | Lista Independiente Cabellista                      | 4,874        | 0.26         | n/a          | 0       | n/a     |
|                        | Lista Independiente Movimiento Renovador Tacneñista | 4,413        | 0.24         | n/a          | 0       | n/a     |
|                        | Lista Independiente Frente Moqueguano de Renovación | 3,406        | 0.18         | n/a          | 0       | n/a     |
|                        | Lista Independiente Luciano Castillo                | 2,684        | 0.15         | n/a          | 0       | n/a     |
|                        | Lista Independiente Unión Moqueguana                | 2,678        | 0.15         | n/a          | 0       | n/a     |
|                        | Lista Independiente La Libertad                     | 2,636        | 0.14         | n/a          | 0       | n/a     |
|                        | Lista Independiente Coalición Popular Ancashina     | 1,916        | 0.10         | n/a          | 0       | n/a     |
|                        | Lista Independiente                                 | 1,462        | 0.08         | n/a          | 0       | n/a     |
|                        | Lista Independiente Frente Regional Huanuqueño      | 832          | 0.04         | n/a          | 0       | n/a     |
|                        | Lista Independiente Unidad Piurana                  | 0            | 0.00         | n/a          | 0       | n/a     |
|                        |                                                     |              |              |              |         |         |
| Total                  | Total                                               | 1,851,850    |              |              | 45      | n/a     |
|                        |                                                     |              |              |              |         |         |
| Votos válidos          | Votos válidos                                       | 1,851,850    | 94.76        | n/a          |         |         |
| Votos en blanco        | Votos en blanco                                     | 62,490       | 3.20         | n/a          |         |         |
| Votos nulos            | Votos nulos                                         | 39,974       | 2.04         | n/a          |         |         |
| Votos emitidos         | Votos emitidos                                      | 1,954,314    | 94.38        | n/a          |         |         |
| Abstenciones           | Abstenciones                                        | 116,404      | 5.62         | n/a          |         |         |
| Votantes registrados   | Votantes registrados                                | 2,070,718    |              |              |         |         |
|                        |                                                     |              |              |              |         |         |
| Fuente:                |                                                     |              |              |              |         |         |

| \| Voto popular \| Voto popular \| Voto popular \| Voto popular \| Voto popular \| \| -------------- \| -------------- \| ------------ \| ------------ \| ------------ \| \| \| \| \| \| \| \| AP–DC \| AP–DC \| \| 35.67 % \| 35.67 % \| \| APRA \| APRA \| \| 34.66 % \| 34.66 % \| \| UNO \| UNO \| \| 24.02 % \| 24.02 % \| \| Independientes \| Independientes \| \| 5.65 % \| 5.65 % \| |                |  |         |         |
| Voto popular |                |  |         |         |
| |                |  |         |         |
| AP–DC | AP–DC          |  | 35.67 % | 35.67 % |
| APRA | APRA           |  | 34.66 % | 34.66 % |
| UNO | UNO            |  | 24.02 % | 24.02 % |
| Independientes | Independientes |  | 5.65 %  | 5.65 %  |

| \| Escaños \| Escaños \| Escaños \| Escaños \| Escaños \| \| ------- \| ------- \| ------- \| ------- \| ------- \| \| \| \| \| \| \| \| AP–DC \| AP–DC \| \| 44.44 % \| 44.44 % \| \| APRA \| APRA \| \| 40.00 % \| 40.00 % \| \| UNO \| UNO \| \| 15.56 % \| 15.56 % \| |       |  |         |         |
| Escaños |       |  |         |         |
| |       |  |         |         |
| AP–DC | AP–DC |  | 44.44 % | 44.44 % |
| APRA | APRA  |  | 40.00 % | 40.00 % |
| UNO | UNO   |  | 15.56 % | 15.56 % |

## Representantes electos

### Diputados
| Distrito electoral | Escaños | Diputados electos                   | Partido                                 | Votos  |
| ------------------ | ------- | ----------------------------------- | --------------------------------------- | ------ |
| Amazonas           | 3       | José Chávez Pereyra                 | Partido Aprista Peruano                 | 56.10  |
| Amazonas           | 3       | Esteban Ampuero Oyarce              | Partido Aprista Peruano                 | 56.10  |
| Amazonas           | 3       | Augusto Gil Grandez López           | Unión Nacional Odriísta                 | 56.10  |
| Áncash             | 7       | Domingo Ángeles Ramírez             | - Acción Popular - Democracia Cristiana | 33 316 |
| Áncash             | 7       | Luis Pércovich Roca                 | - Acción Popular - Democracia Cristiana | 33 044 |
| Áncash             | 7       | José Alberto Romero Leguía          | Partido Aprista Peruano                 | 19 048 |
| Áncash             | 7       | Washington Pinzas Gallardo          | Partido Aprista Peruano                 | 14 902 |
| Áncash             | 7       | Moisés Alfaro Cueva                 | Partido Aprista Peruano                 | 12 985 |
| Áncash             | 7       | Saturnino Berrospi Méndez           | Partido Aprista Peruano                 | 12 985 |
| Áncash             | 7       | Toribio Hoyos Semería               | Unión Nacional Odriísta                 | 12 985 |
| Apurímac           | 5       | Luis Altamirano Remonel             | - Acción Popular - Democracia Cristiana | 14 000 |
| Apurímac           | 5       | Miguel Ángel Pinto Sénchez          | - Acción Popular - Democracia Cristiana | 9 826  |
| Apurímac           | 5       | José Melitón Casaverde Río          | Partido Aprista Peruano                 | 12 985 |
| Apurímac           | 5       | Luis Ángel Valenzuela Astete        | Partido Aprista Peruano                 | 12 985 |
| Apurímac           | 5       | Washington Zúñiga Trelles           | Partido Aprista Peruano                 | 12 985 |
| Arequipa           | 6       | Javier Díaz Orihuela                | - Acción Popular - Democracia Cristiana | 46 673 |
| Arequipa           | 6       | Antonio Rodríguez del Valle         | - Acción Popular - Democracia Cristiana | 41 152 |
| Arequipa           | 6       | Javier de Belaúnde                  | - Acción Popular - Democracia Cristiana | 26 390 |
| Arequipa           | 6       | Roberto Ramírez del Villar          | - Acción Popular - Democracia Cristiana | 19 787 |
| Arequipa           | 6       | Jorge Lozada Stanbury               | Partido Aprista Peruano                 | 14 558 |
| Arequipa           | 6       | Juan José Núñez Sardó               | Unión Nacional Odriísta                 | 12 985 |
| Ayacucho           | 6       | Luis García Blásquet Lara           | - Acción Popular - Democracia Cristiana | 46 673 |
| Ayacucho           | 6       | Antonio Jaúregui del Valle          | - Acción Popular - Democracia Cristiana | 41 152 |
| Ayacucho           | 6       | César More Bregante                 | - Acción Popular - Democracia Cristiana | 26 390 |
| Ayacucho           | 6       | Enrique Gonzales Cárdenas           | Partido Aprista Peruano                 | 19 787 |
| Ayacucho           | 6       | Teodosio Martínez Bendezú           | Partido Aprista Peruano                 | 14 558 |
| Ayacucho           | 6       | Benigno Sierralta Gutiérrez         | Unión Nacional Odriísta                 | 12 985 |
| Cajamarca          | 9       | Alfonso Rodríguez Domínguez         | - Acción Popular - Democracia Cristiana | 31 758 |
| Cajamarca          | 9       | Humberto Carranza Piedra            | Partido Aprista Peruano                 | 21 527 |
| Cajamarca          | 9       | Julio Garrido Malaver               | Partido Aprista Peruano                 | 16 090 |
| Cajamarca          | 9       | Manuel Noriega Valera               | Partido Aprista Peruano                 | 12 687 |
| Cajamarca          | 9       | Felipe Salaverry Rodríguez          | Partido Aprista Peruano                 | 9 996  |
| Cajamarca          | 9       | Víctor Tantaleán Vanini             | Partido Aprista Peruano                 | 8 138  |
| Cajamarca          | 9       | Fidel Zárate Plasencia              | Partido Aprista Peruano                 | 8 138  |
| Cajamarca          | 9       | Fortunato Cacho Cepeda              | Unión Nacional Odriísta                 | 8 138  |
| Cajamarca          | 9       | Domingo Muñoz Bautista              | Unión Nacional Odriísta                 | 8 138  |
| Callao             | 4       | Juan Razzetto Cadermártori          | - Acción Popular - Democracia Cristiana | 19 007 |
| Callao             | 4       | Arturo Padilla Espinoza             | Partido Aprista Peruano                 | 19 007 |
| Callao             | 4       | Hugo Carrillo Miani                 | Unión Nacional Odriísta                 | 19 007 |
| Callao             | 4       | Javier Labarthe Correa              | Unión Nacional Odriísta                 | 19 007 |
| Cusco              | 8       | Carlos Andrés Zamora Pezúa          | - Acción Popular - Democracia Cristiana | 21 665 |
| Cusco              | 8       | Valentín Paniagua Corazao           | - Acción Popular - Democracia Cristiana | 19 600 |
| Cusco              | 8       | Carlos Manchego Bravo               | - Acción Popular - Democracia Cristiana | 11 328 |
| Cusco              | 8       | Julio Edgardo Ochoa Luna            | - Acción Popular - Democracia Cristiana | 11 278 |
| Cusco              | 8       | Rodolfo Zamalloa Loaiza             | - Acción Popular - Democracia Cristiana | 11 278 |
| Cusco              | 8       | Lucio Salvador Muñiz Flores         | Partido Aprista Peruano                 | 11 278 |
| Cusco              | 8       | Eulogio Tapia Olarte                | Partido Aprista Peruano                 | 11 278 |
| Cusco              | 8       | Juan José Teves Lazo                | Partido Aprista Peruano                 | 11 278 |
| Huancavelica       | 4       | José Valdivia Manchego              | - Acción Popular - Democracia Cristiana | 13 235 |
| Huancavelica       | 4       | Rafael Velarde de los Ríos          | - Acción Popular - Democracia Cristiana | 13 235 |
| Huancavelica       | 4       | Cirilo Cornejo Gerónimo             | Partido Aprista Peruano                 | 13 235 |
| Huancavelica       | 4       | Nilo Meneses Galíndez               | Unión Nacional Odriísta                 | 13 235 |
| Huánuco            | 5       | Rafael Cubas Vinatea                | - Acción Popular - Democracia Cristiana | 21 568 |
| Huánuco            | 5       | Raúl de la Matta Beraún             | Partido Aprista Peruano                 | 21 568 |
| Huánuco            | 5       | Nicéforo Espinoza Llanos            | Partido Aprista Peruano                 | 21 568 |
| Huánuco            | 5       | Zomelli Trujillo Céspedes           | Partido Aprista Peruano                 | 13 235 |
| Huánuco            | 5       | Humberto Ponce Ratto                | Unión Nacional Odriísta                 | 13 235 |
| Ica                | 4       | Urbino Julve Ciriaco                | Partido Aprista Peruano                 | 24 286 |
| Ica                | 4       | Fernando León de Vivero             | Partido Aprista Peruano                 | 24 286 |
| Ica                | 4       | Miguel López Cano                   | Partido Aprista Peruano                 | 24 286 |
| Ica                | 4       | José Navarro Grau                   | Unión Nacional Odriísta                 | 24 286 |
| Junín              | 7       | Víctor Alfaro de la Peña            | - Acción Popular - Democracia Cristiana | 26 378 |
| Junín              | 7       | Aurelio Miranda Villanueva          | - Acción Popular - Democracia Cristiana | 26 378 |
| Junín              | 7       | Mario Augusto Serrano Solís         | - Acción Popular - Democracia Cristiana | 26 378 |
| Junín              | 7       | Manuel Gutiérrez Aliaga             | Partido Aprista Peruano                 | 26 378 |
| Junín              | 7       | Lucio Galarza Villar                | Partido Aprista Peruano                 | 26 378 |
| Junín              | 7       | Jorge Enrique Otero Hart            | Unión Nacional Odriísta                 | 26 378 |
| Junín              | 7       | José Benza Picón                    | Unión Nacional Odriísta                 | 26 378 |
| La Libertad        | 7       | Luis Cáceres Aguilar                | Partido Aprista Peruano                 | 34 331 |
| La Libertad        | 7       | Rómulo León Ramírez                 | Partido Aprista Peruano                 | 34 331 |
| La Libertad        | 7       | María Colina Lozano                 | Partido Aprista Peruano                 | 34 331 |
| La Libertad        | 7       | Jorge Desmaison Seminario           | Partido Aprista Peruano                 | 34 331 |
| La Libertad        | 7       | Manuel Delfín Magot                 | Partido Aprista Peruano                 | 34 331 |
| La Libertad        | 7       | Edgardo Merino Adrianzén            | Partido Aprista Peruano                 | 34 331 |
| La Libertad        | 7       | Eduardo Villa Salcedo               | - Acción Popular - Democracia Cristiana | 34 331 |
| Lambayeque         | 8       | Gustavo García Mundaca              | Partido Aprista Peruano                 | 34 331 |
| Lambayeque         | 8       | Andrea Gonzáles Correa              | Partido Aprista Peruano                 | 34 331 |
| Lambayeque         | 8       | Alfredo Montenegro Oliva            | Partido Aprista Peruano                 | 34 331 |
| Lambayeque         | 8       | Cecilio Serquén Olazábal            | Partido Aprista Peruano                 | 34 331 |
| Lambayeque         | 8       | Andrés Townsend Ezcurra             | Partido Aprista Peruano                 | 34 331 |
| Lambayeque         | 8       | Marco Burga Bravo                   | - Acción Popular - Democracia Cristiana | 34 331 |
| Lambayeque         | 8       | Pablo Calle Corzo                   | - Acción Popular - Democracia Cristiana | 34 331 |
| Lambayeque         | 8       | Demetrio Carranza Lavado            | - Acción Popular - Democracia Cristiana | 34 331 |
| Lima               | 23      | Ciro Alegría Bazán                  | - Acción Popular - Democracia Cristiana | 34 331 |
| Lima               | 23      | Javier Alva Orlandini               | - Acción Popular - Democracia Cristiana | 34 331 |
| Lima               | 23      | Jorge Gallardo La Rosa              | - Acción Popular - Democracia Cristiana | 34 331 |
| Lima               | 23      | Sandro Mariátegui Chiappe           | - Acción Popular - Democracia Cristiana | 34 331 |
| Lima               | 23      | Juan Mármol Vásquez                 | - Acción Popular - Democracia Cristiana | 34 331 |
| Lima               | 23      | Juan Mármol Vásquez                 | - Acción Popular - Democracia Cristiana | 34 331 |
| Lima               | 23      | Matilde Pérez Palacio Carranza      | - Acción Popular - Democracia Cristiana | 34 331 |
| Lima               | 23      | Fernando Valdivia Ayala             | - Acción Popular - Democracia Cristiana | 34 331 |
| Lima               | 23      | Mario Villarán Rivera               | - Acción Popular - Democracia Cristiana | 34 331 |
| Lima               | 23      | Alfredo García Llosa                | - Acción Popular - Democracia Cristiana | 34 331 |
| Lima               | 23      | Federico Hurtado Ugarteche          | - Acción Popular - Democracia Cristiana | 34 331 |
| Lima               | 23      | Rafael Ávalos García                | Partido Aprista Peruano                 | 34 331 |
| Lima               | 23      | Fortunato Jara Rondón               | Partido Aprista Peruano                 | 34 331 |
| Lima               | 23      | Félix Loli Cepero                   | Partido Aprista Peruano                 | 34 331 |
| Lima               | 23      | Nicanor Mujica Álvarez-Calderón     | Partido Aprista Peruano                 | 34 331 |
| Lima               | 23      | Luis Rodríguez Vildósola            | Partido Aprista Peruano                 | 34 331 |
| Lima               | 23      | Vicente Segovia Guzmán              | Partido Aprista Peruano                 | 34 331 |
| Lima               | 23      | Armando Villanueva del Campo        | Partido Aprista Peruano                 | 34 331 |
| Lima               | 23      | Ricardo Cáceres Cherres             | Unión Nacional Odriísta                 | 34 331 |
| Lima               | 23      | Pedro Abraham Chávez Riva           | Unión Nacional Odriísta                 | 34 331 |
| Lima               | 23      | Andrés Echevarría Maúrtua           | Unión Nacional Odriísta                 | 34 331 |
| Lima               | 23      | Víctor Freundt Rosell               | Unión Nacional Odriísta                 | 34 331 |
| Lima               | 23      | Óscar Guzmán Marquina               | Unión Nacional Odriísta                 | 34 331 |
| Loreto             | 5       | Jorge Alegría del Águila            | - Acción Popular - Democracia Cristiana | 18 131 |
| Loreto             | 5       | Raúl Hidalgo Morey                  | - Acción Popular - Democracia Cristiana | 10 531 |
| Loreto             | 5       | Rafael Eguren Odosgoitia            | Partido Aprista Peruano                 | 29 930 |
| Loreto             | 5       | Héctor Vargas Haya                  | Partido Aprista Peruano                 | 25 937 |
| Loreto             | 5       | Ricardo Cavero Egúsquiza y Saavedra | Unión Nacional Odriísta                 | 25 937 |
| Madre de Dios      | 2       | Pedro Bardí Zeña                    | - Acción Popular - Democracia Cristiana | 5 915  |
| Madre de Dios      | 2       | Andrés Mallea Benavente             | Partido Aprista Peruano                 | 5 915  |
| Moquegua           | 2       | Julio Biondi Bernales               | - Acción Popular - Democracia Cristiana | 8 025  |
| Moquegua           | 2       | Enrique Rivero Vélez                | Partido Aprista Peruano                 | 8 025  |
| Pasco              | 3       | Luis Rafael Llanos de la Mata       | Partido Aprista Peruano                 | 11 579 |
| Pasco              | 3       | Ricardo G. Villar Olivera           | Partido Aprista Peruano                 | 13 095 |
| Pasco              | 3       | Genaro Alfonso Ledesma Izquieta     | Independiente                           | 13 095 |
| Piura              | 9       | Ricardo García Figallo              | - Acción Popular - Democracia Cristiana | 34 138 |
| Piura              | 9       | Dagoberto Torres Agurto             | - Acción Popular - Democracia Cristiana | 31 745 |
| Piura              | 9       | Luis Carnero Checa                  | Partido Aprista Peruano                 | 16 208 |
| Piura              | 9       | Ricardo Temoche Benites             | Partido Aprista Peruano                 | 27 444 |
| Piura              | 9       | Juan Aldana Gonzales                | Partido Aprista Peruano                 | 23 086 |
| Piura              | 9       | Alejandro Alberdi Carrión           | Unión Nacional Odriísta                 | 20 947 |
| Piura              | 9       | Carlos Cedano Villalta              | Unión Nacional Odriísta                 | 22 828 |
| Piura              | 9       | Juan Palacios Pintado               | Unión Nacional Odriísta                 | 22 828 |
| Piura              | 9       | Ramón Abasalo Rázuri                | Unión Revolucionaria                    | 22 828 |
| Puno               | 8       | León Cárdenas Garrido               | - Acción Popular - Democracia Cristiana | 31 916 |
| Puno               | 8       | Teófilo Monroy Solórzano            | - Acción Popular - Democracia Cristiana | 31 002 |
| Puno               | 8       | Jaime Serruto Flórez                | - Acción Popular - Democracia Cristiana | 19 445 |
| Puno               | 8       | Roger Cáceres Velásquez             | - Acción Popular - Democracia Cristiana | 27 868 |
| Puno               | 8       | Fernando Manrique Enríquez          | Independiente                           | 15 045 |
| Puno               | 8       | Julio Arce Catacora                 | Independiente                           | 27 868 |
| Puno               | 8       | Néstor Cáceres Velásquez            | Independiente                           | 27 868 |
| Puno               | 8       | Juan Palacios Ríos                  | Partido Aprista Peruano                 | 27 868 |
| San Martín         | 3       | Jorge Melgar Saavedra               | - Acción Popular - Democracia Cristiana | 20 117 |
| San Martín         | 3       | Américo Linares Reátegui            | Partido Aprista Peruano                 | 13 098 |
| San Martín         | 3       | Eliseo Reátegui Torres              | Partido Aprista Peruano                 | 8 744  |
| Tacna              | 2       | Oscar Carvajal Soto                 | Unión Nacional Odriísta                 | 15.872 |
| Tacna              | 2       | Luis Bocchio Rojas                  | - Acción Popular - Democracia Cristiana | 16 650 |
| Tumbes             | 2       | Raúl Peña Cabrera                   | - Acción Popular - Democracia Cristiana | 16 650 |
| Tumbes             | 2       | Julio Delgado García                | Partido Aprista Peruano                 | 16 650 |

### Senadores
| Distrito electoral | Escaños | Diputados electos                 | Partido                                 | Votos |
| ------------------ | ------- | --------------------------------- | --------------------------------------- | ----- |
| Amazonas           | 1       | Gustavo Lanatta Luján             | Partido Aprista Peruano                 |       |
| Áncash             | 2       | Lorgio Vega Gamarra               | - Acción Popular - Democracia Cristiana |       |
| Áncash             | 2       | Carlos Alberto Izaguirre Alzamora | Partido Aprista Peruano                 |       |
| Apurímac           | 1       | Enrique Martenelli Tizón          | Partido Aprista Peruano                 |       |
| Arequipa           | 2       | Jorge Vásquez Salas               | - Acción Popular - Democracia Cristiana |       |
| Arequipa           | 2       | Lino Martínez Chávez              | - Acción Popular - Democracia Cristiana |       |
| Ayacucho           | 2       | Juan Moises Cravero Tirado        | - Acción Popular - Democracia Cristiana |       |
| Ayacucho           | 2       | Carlos Enrique Melgar López       | Partido Aprista Peruano                 |       |
| Cajamarca          | 3       | Carlos Malpica Rivarola           | Partido Aprista Peruano                 |       |
| Cajamarca          | 3       | Manuel Burga Puelles              | Partido Aprista Peruano                 |       |
| Cajamarca          | 3       | Rafael Puga Estrada               | Unión Nacional Odriísta                 |       |
| Callao             | 1       | Carlos Carrillo Smith             | Unión Nacional Odriísta                 |       |
| Cusco              | 3       | Oscar Arteta Terzi                | - Acción Popular - Democracia Cristiana |       |
| Cusco              | 3       | Ricardo Monteagudo Monteagudo     | - Acción Popular - Democracia Cristiana |       |
| Cusco              | 3       | Antonio Oliart Astete             | Partido Aprista Peruano                 |       |
| Huancavelica       | 1       | Alfonso Mendoza Gálvez            | - Acción Popular - Democracia Cristiana |       |
| Huánuco            | 1       | Carlos Showing Ferrari            | Partido Aprista Peruano                 |       |
| Ica                | 1       | César Elías Gonzales              | Partido Aprista Peruano                 |       |
| Junín              | 2       | Jorge Diégez Napurí               | - Acción Popular - Democracia Cristiana |       |
| Junín              | 2       | Ramiro Prialé Prialé              | Partido Aprista Peruano                 |       |
| La Libertad        | 2       | Carlos Manuel Cox Roose           | Partido Aprista Peruano                 |       |
| La Libertad        | 2       | Leonidas Pacífico Cruzado Quiroz  | Partido Aprista Peruano                 |       |
| Lambayeque         | 1       | Luis Heysen Incháustegui          | Partido Aprista Peruano                 |       |
| Lima               | 9       | Migue Dammert Muelle              | - Acción Popular - Democracia Cristiana |       |
| Lima               | 9       | Carlos Cabieses López             | - Acción Popular - Democracia Cristiana |       |
| Lima               | 9       | Héctor Cornejo Chávez             | - Acción Popular - Democracia Cristiana |       |
| Lima               | 9       | Mario Polar Ugarteche             | - Acción Popular - Democracia Cristiana |       |
| Lima               | 9       | Luis Alberto Sánchez Sánchez      | Partido Aprista Peruano                 |       |
| Lima               | 9       | Alberto Arca Parró                | Partido Aprista Peruano                 |       |
| Lima               | 9       | Julio De la Piedra del Castilla   | Unión Nacional Odriísta                 |       |
| Lima               | 9       | Fernando Noriega Calmet           | Unión Nacional Odriísta                 |       |
| Lima               | 9       | David Aguilar Cornejo             | Unión Nacional Odriísta                 |       |
| Loreto             | 1       | Francisco Secada Vignetta         | - Acción Popular - Democracia Cristiana |       |
| Madre de Dios      | 1       | Sixto Gutiérrez Chamorro          | - Acción Popular - Democracia Cristiana |       |
| Moquegua           | 1       | Daniel Becerra de la Flor         | - Acción Popular - Democracia Cristiana |       |
| Pasco              | 1       | José Ferreyra García              | Partido Aprista Peruano                 |       |
| Piura              | 3       | Juan Lituana Portocarrero         | - Acción Popular - Democracia Cristiana |       |
| Piura              | 3       | Juan Taboada Zapata               | Partido Aprista Peruano                 |       |
| Piura              | 3       | Teodoro Balarezo Lizarzaburu      | Unión Nacional Odriísta                 |       |
| Puno               | 3       | Juan Zea Gonzales                 | - Acción Popular - Democracia Cristiana |       |
| Puno               | 3       | Rafael Miranda Coronel            | - Acción Popular - Democracia Cristiana |       |
| Puno               | 3       | Francisco Deza Galindo            | - Acción Popular - Democracia Cristiana |       |
| San Martín         | 1       | Emilio Ocampo Rojas               | Partido Aprista Peruano                 |       |
| Tacna              | 1       | Alfredo Gonzales Reverdetto       | Unión Nacional Odriísta                 |       |
| Tumbes             | 1       | Toribio Nazario Herrera Ávalos    | - Acción Popular - Democracia Cristiana |       |